# 林伊佐緒
林 伊佐緒（はやし いさお、1912年5月11日 - 1995年9月29日）は、日本の歌手・作曲家。日本歌手協会4代目会長。
山口県厚狭郡王喜村（現下関市）生まれ。明治大学中退。1975年に紫綬褒章、1983年には勲四等旭日小綬章を受章。没後、功績により従五位を追贈されている。

## 経歴
父の林正二は王喜村長を務めた。旧制興風中学校時代には陸上400メートルと水泳自由形の選手。音楽も好きで、体育学校か音楽学校を志望していたが、母に反対され、明治大学商科に進む。しかし、大学への通学途中に東京高等音楽学院があることに気付き、四谷分教場ピアノ科に籍を置いて両方に通うようになり、やがて大学を中退。1934年、郷里に戻って徴兵検査を受けた後、再び上京。ニットーレコードの歌手試験に合格し、同じ明大出身の作曲家・金井貞雄に「同窓だからマイフレンドだ」と名付けられた芸名・マイフレンドの名で、「旅の雨」で本格的に歌謡界へデビュー。しかし、この芸名は大不評を買い、3ヶ月後には本名・林勲の漢字を変えた林伊佐緒に芸名を改めた。また、藤川光男の名前ではジャズを吹き込んでいる。1936年にキングレコードへ移籍し、亡くなるまで専属だった。
1937年、新橋みどりと歌ったコミックソング「若しも月給が上ったら」がヒットし、一躍名を知られた。デビュー当初から自身の歌を自ら作曲し持ち歌の大半も自身の作曲であり(ただし他人の曲も歌った)、日本最初のシンガーソングライターと言われている。
1939年には講談社が募集した「出征兵士を送る歌」の作曲部門に当選したのを皮切りに、大日本産業報国会制定の「産業戦士の歌」、読売新聞社制定の「世紀の若人」や、「十億の進軍」「少年兵を送る歌」といった作曲公募にも第1等に当選して名を上げた。他にも「男なら」「くろがねの力」（コロムビアから出されたヒット盤とは別曲）なども作曲し(時には自ら歌い)、ヒットさせた。
戦後も1950年には「ダンスパーティーの夜」、1954年「真室川ブギ」、1955年「高原の宿」、1957年「そっとこのまま」を大ヒットさせ、戦前～戦中以上の活躍をした。昭和30年代はキング専属の作曲家としての活動も目立ち、三橋美智也には「リンゴ村から」「リンゴ花咲く故郷へ」「母恋吹雪」、春日八郎には「海猫の啼く波止場」「長崎の女」「ロザリオの島」などを書き、大ヒットさせた。(尚「長崎の女」は後に荘学忠によって『午夜梦回时』のタイトルでカヴァーされ、マレーシアで広く知られる様になった。)「てなもんや三度笠」の主題歌も林の作曲である。昭和40年代に起こった懐メロブームでは、地方の小さな会からテレビ・ラジオ番組まで大小隔てなくこまめに出演し、再び歌手としての面もクローズアップされた。
スケールの大きな堂々たる歌唱で知られ、その声量は1970年代の懐メロ番組で「出征兵士を送る歌」を歌った時に、マイクから少し離れて歌っているのにもかかわらず、バックコーラスを圧倒していたというエピソードがある。また1972年には戦後27年間もグアム島のジャングルに潜み続けて話題となった横井庄一元軍曹の帰国を歓迎する歌を発表したこともある。
NHK紅白歌合戦には第1回から、計11回出場している（詳細は下記参照）。
日本歌手協会理事長を長く務めた後、1989年4月から1995年3月までは日本歌手協会会長として後輩歌手のために奔走し、レコード使用料の分配問題などに取り組んだ。会長職を退いた後は相談役に就任した。平成以降、年々自分と同年代・後輩の歌手が相次ぎ亡くなったことに対し「私もすっかりシーラカンスですな」「次は僕の番だ」とジョークを飛ばす一方、テレビ番組で在りし日の同年代歌手と自分が歌う映像を見て号泣したこともあった。
1994年8月にはNHK第26回思い出のメロディー（8月13日放送）に出演、「高原の宿」を歌唱し健在ぶりを見せた。亡くなる3日前にラジオの仕事（TBSラジオ「大沢悠里のゆうゆうワイド」にゲスト出演）をするなど、最晩年まで精力的活動を続けたが、1995年9月29日、肺炎のため死去した。83歳没。東京都文京区の護国寺桂昌殿にて葬儀が営まれた。「明治45年」に生まれてから「平成」まで、4つの元号を跨いで歌謡界を牽引した。

## 代表曲
- 旅の雨（1934年発売）
- 男なら（1937年4月発売）共唱：近衛八郎、樋口静雄
- 若しも月給が上がったら（1937年7月発売）共唱：新橋みどり
- からゆきさんの唄（1937年発売）
- 女性の戦い（1939年3月発売）
- 出征兵士を送る歌（1939年10月発売）共唱：樋口静雄、児玉好雄、三門順子、井口小夜子、横山郁子
- 僕の考へ聞いとくれ（1940年3月発売）共唱：新橋みどり
- 点数の歌（1942年7月発売）共唱：三原純子
- ヘイワオンド（1946年8月発売）共唱：岡晴夫、都能子（織井茂子）、徳太郎
- センチメンタル・タンゴ（1948年4月発売）共唱：都能子（織井茂子）
- 麗人草の歌（1949年2月発売）
- 愛染草（1949年11月発売）
- ダンスパーティーの夜（1950年10月発売）
- 銀座夜曲（1950年11月発売）
- 青春二重奏（1951年5月発売）共唱：井口小夜子
- ダコタの黄昏（1951年6月発売）
- 南の恋唄（1951年9月発売）
- インディアン・ブルース（1952年5月発売）
- ダイナ・ブルース（1952年12月発売）
- 真室川ブギ（1954年2月発売）
- おこさルンバ（1954年5月発売）
- 串本マンボ（1954年9月発売）
- 白い椿の咲く小径（1954年10月発売）
- 三つの恋（1954年10月発売）
- 草津ブギ（1955年4月発売）
- 高原の宿（1955年4月発売）
- 君が影かと（1955年5月発売）
- 南国の夜は更けて（1956年5月発売）
- 思い出のブンガワンソロ（1956年8月発売）
- 青い湖（1956年12月発売）
- そっとこのまま（1957年8月発売）
- 哀愁のフラメンコ（1958年8月発売）
- 恋の幌馬車（1960年5月発売）
- 山男の唄（1960年11月発売）
- 旅路/風の独り言（1983年7月発売）

## 作曲
- 世紀の若人（永田絃次郎、長門美保）
- リンゴ村から、リンゴ花咲く故郷へ、母恋吹雪、木曾恋がらす、北陸唄めぐり、影、雪小僧/紅の櫛（三橋美智也）
- 長崎の女、海猫の啼く波止場、ロザリオの島、苦手なんだよ、泣きむし流し唄、国後の女（春日八郎）
- てなもんや三度笠（藤田まこと）
- てなもんや数え唄（藤田まこと、白木みのる）
- スットンロトロリコ（藤田まこと）
- 南の島に雪が降る（岡晴夫）映画主題歌
- 霧雨のけむる道（津村謙）
- 花の溜息（松島詩子）
- 雨のささやき（大津美子）
- 事件記者（平尾昌晃）
- 夏みかんの花～武家屋敷土塀のかげに～（芹洋子）

## NHK紅白歌合戦出場歴
| 1951年（昭和26年）/第1回 | 銀座夜曲         | 暁テル子   |
| 1952年（昭和27年）/第2回 | 麗人草の歌       | 暁テル子   |
| 1953年（昭和28年）/第3回 | ダイナ・ブルース | 菊池章子   |
| 1953年（昭和28年）/第4回 | 愛染草           | 渡辺はま子 |
| 1955年（昭和30年）/第6回 | 高原の宿         | 菊池章子   |
| 1956年（昭和31年）/第7回 | 草原を行く男     | 生田恵子   |
| 1957年（昭和32年）/第8回 | そっとこのまま   | 二葉あき子 |
| 1958年（昭和33年）/第9回 | そっとこのまま   | 二葉あき子 |
| 1959年（昭和34年）/第10回 | 恋の幌馬車       | 二葉あき子 |
| 1960年（昭和35年）/第11回 | 山男の歌         | 淡谷のり子 |
| 1961年（昭和36年）/第12回 | 恋の幌馬車       | 石井好子   |
| - このうち、第6回・第7回・第8回・第9回・第10回はラジオ中継の音声が現存する。 - 第10回は2009年4月29日放送のNHK-FM『今日は一日“戦後歌謡”三昧』の中で、林の歌を含め全編が再放送された（音声はモノラル）。 |                  |            |